# Carmen Moriyón
María del Carmen Moriyón Entrialgo, més coneguda com a Carmen Moriyón, (Gijón, 25 d'octubre de 1966) és una metgessa i política espanyola.
Va encapçalar la llista de Fòrum Astúries a l'alcaldia de Gijón a les eleccions municipals d'Espanya de 2011, obtenint 9 regidors i convertint-se en la primera alcaldessa no socialista de la ciutat des de les eleccions de 1979, gràcies al suport del Partit Popular en la seva investidura. Des del 29 de setembre de 2018 és la presidenta de Fòrum Astúries.

## Biografia
Carmen Moriyón és filla de Maximino Moriyón Álvarez i de Margarita Entrialgo Álvarez, i vídua de José Ramón Rodríguez-Galindo González.
Va estudiar al Col·legi del Sant Ángel de la Guarda i al Col·legi de la Immaculada (promoció de 1984), i és llicenciada en Medicina i Cirurgia per la Universitat d'Oviedo (promoció de 1990) i especialista en Mastologia per la Universitat Autònoma de Madrid (2001). Va ser responsable de la unitat de càncer de mama a l'Hospital de Cabueñes fins a la seva elecció com a alcaldessa.